# Aboyne grófja
Az Aboyne gróf cím ma (2025) is létező skót főrendi cím. Jelenlegi viselője Granville Charles Gomer Gordon (1944–), Huntly 13. márkija, aki egyben Aboyne 9. grófja és az 5. Meldrum báró. Az Aboyne grófok a Gordon-klán tagjai. A klánt irányító Huntly második márki  (1592–1649) negyedik fia volt az első Aboyne gróf, az Aboyne-k a Gordonok mellékága lett. Ám a főág 1836-ban kihalt, így az ötödik Aboyne gróf lett Huntly 9. márkija, a Gordon klán vezetője. A márki cím előkelőbb, mint a grófi, ráadásul régebbi is, ezért Granville Gordon a márki címet használja.
A szócikk speciális jelölései
A szócikkhez szorosan kötődő főnemesi címek mellett előfordulhat a ( 1488 II) jelzés. Ez azt jelenti, hogy a nemesi címet a skót peerage-ben, főrendben hozták létre 1488-ban. Ez volt a cím második létrehozása. Gyakran csak a létrehozás sorszámát jelentő római számokat adjuk meg.
A szócikk – különösen a családfa – számos olyan hivatkozást tartalmaz (kék szöveg), amelyik másik szócikkre visz.

## Aboyne és a Gordonok
Aboyne ősi Huntly birtok volt. Először a Melgum vikomt ( 1627) cím alcímeként – Lord Aboyne – jelenik meg a Huntly nemesi címek közt, Melgum vikomtja John Gordon, az első márki fia volt.
Másodszor az Aboyne név 1627-ben került nemesi címbe, amikor I. Károly Huntly első márkijának második fiát, John Gordont Aboyne vikomttá ( 1632) tette. A címet azzal a kikötéssel kapta, hogy amennyiben örökli apja márki címét, úgy az Aboyne vikomt cím második fiá legyen. Így is történt, 1636-ban John Gordon lett a második Huntly márki, második fia, James Gordon megkapta az Aboyne vikomt címet.

## Aboyne grófjai
James Gordon (1620 – 1649 febr.) részt vett I. Károly oldalán a covenanterek ellen vívott harcokban, de 1639. június 19-én Montrose legyőzte az Aberdeenshire-i Dee folyó hídjánál vívott csatában. Ezt követően tengeren Angliába menekült. 1643-ban a skót tanács elé idézték, hogy feleljen az Antrim grófjával folytatott tárgyalásai miatt, de nem jelent meg, ezért árulónak nyilvánították és vagyonát elkobozták. Amikor Montrose a király oldalára állt, Aboyne is csatlakozott hozzá Skóciában, megszállta Dumfries városát, és kinevezték az északi hadszíntér helyettes parancsnokává. Később a carlisle-i helyőrség parancsnoka lett. 1644. április 24-én a edinburghi közgyűlés kiközösítette. 1645 áprilisában Montrose-hoz csatlakozott Menteithben, és egészen szeptemberig vele maradt, amikor is északra vonult lovascsapatával, közvetlenül a Philiphaugh-i csata előtt. Mivel 1648-ban nem mentesítették a büntetés alól, Párizsba menekült, ahol I. Károly kivégzését követő évben elhunyt. Nem nősült meg, és a vikomti cím vele együtt kihalt.
Charles Gordon (1638–1681), Aboyne 1. grófja

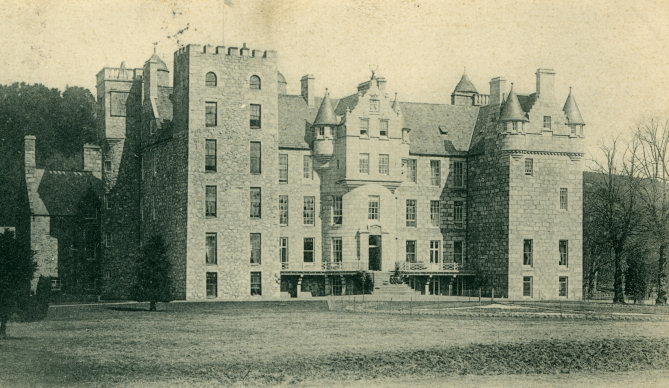
Az Aboyne kastély. A kastély 1449-ben William de Keith, Skócia főmarsallja dédunokájának, Joan Keith-nek volt a hozománya, amikor Alexander Gordon, Huntly első grófja elvette (1449). Aboyne faluját Charles Gordon, Aboyne első grófja alapította 1671-ben. Ugyanebben az évben újjáépítette az Aboyne-kastély nyugati szárnyát is. A kastély a Grampian-hegység déli részén átvezető átkelők egyikénél található. John Erskine, Mar hatodik grófja 1715 szeptemberében Aboyne-ba szervezett nagy vadászatot, amely találkozó ürügyként szolgált a jakobita nemesek és földbirtokosok összejövetelére, hogy megvitassák az esedékes jakobita felkelés terveit. A felkelés három nappal később kezdődött Braemarban. A kastély jelenlegi tulajdonosa Huntly márkija

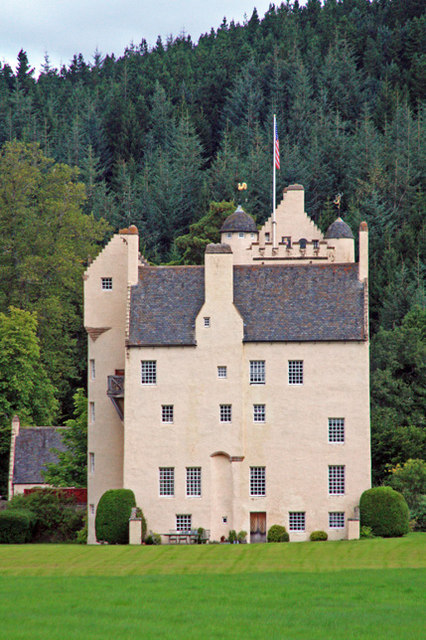
Az épület háromszintes, alagsorral és padlással. Az északi homlokzat aszimmetrikus, ahol egy heraldikai panel, díszes vascsúcs és szélkakas található, míg a keleti homlokzat szimmetrikus. Az épület tartalmaz egy bárói stílusú lakótornyot, egy északnyugati szögben elhelyezkedő tornyot, valamint egy négyemeletes alagsori és padlástornyot. A kastély legrégebbi része az északnyugati torony, amely egy öt szintes, kerek toronyból áll, korbelíves négyzetes balusztráddal. Ezt a tornyot később az északkeleti részen is lemásolták. A kastélyt meszelt vakolat borítja. Érdekesség A titkos alagút és rejtett szerzetesi szoba, ahol üldöztetés idején a katolikus pap elrejtőzött

Charles Gordon (1638 – 1681 március) Huntly második márkijának negyedik fia volt. Apját és legidősebb testvérét 1639-ben Edinburghba hurcolták fogolyként, apját tíz évvel később kivégezték. A család legidősebb fiát 1645-ben az alfordi csata során érte halálos lövés. A második fiú Franciaországban halt meg bánatában, miután meghallotta, hogy I. Károlyt kivégezték. A harmadik fiú nem örökölte a birtokokat, mert Argyll grófja lefoglalt a parlamenti párt számára. 1650-ben II. Károly a Spey folyó torkolatánál szállt partra, és egy éjszakát töltött a lakatlan Gordon-kastélyban. II. Károlyt megkoronázták, kihirdette, hogy visszaállítja Lewis Gordont, Huntly harmadik márkiját címeibe és birtokaiba, ám a worcesteri vereség érvénytelenítette ezt a proklamációt. A restauráció után, 1660-ban szeptember 10-én Charles Gordon örökletes főnemesi rangot kapott: Aboyne grófja ( 1660) lett.
1661-ben megkapta a nagy pecséttel megerősített oklevelet az aberdeenshire-i Aboyne egész földjeire és birtokaira. A birtokok kapcsán több novodamus került kiadásra 1662-ben és 1676-ban, ez utóbbi részletesen felsorolja a birtokokat, ezért az okirat jelentős topográfiai és helytörténeti érdekességekkel bír. A megújítások lényege az volt, hogy a Aboyne, Glentanner, Glenmuick, Cabrach, Strathavon és más birtokok egységesen a grófi birtok része legyen.  Viszont katolikusként kizárták a skót közéletből, így idejét birtokai fejlesztésével töltötte, beleértve az Aboyne-kastély építését, amely hat évig tartott. Mint közeli rokon, Huntly negyedik márkija, később Gordon első hercege kiskorúsága idején Charles Gordon intézte a Huntly birtokok ügyeit is. Aboyne grófja alkalmanként verseket is írt, amelyek közül több fennmaradt a korszak kéziratos gyűjteményeiben. 1681 márciusában hunyt el.
Charles Gordon (1670–1702), Aboyne 2. grófja
Charles Gordon, Aboyne második grófja (1670 – 1702 április) 1681-ben követte apját, Charles Gordon, Aboyne első grófját a grófi címben, de sok éven át visszavonultan élt. 1698. július 27-én jelentkezett a skót parlamentbe, de ezt ellenezték, mondván, hogy katolikus neveltetésben részesült és annak vallotta magát. Aboyne nyilvánosan kijelentette, hogy áttért a protestáns hitre. Ezt az állítást a parlament elnöke és más tagok is megerősítették. Ennek megfelelően a gróf megkapta a jogot, hogy elfoglalja helyét a parlamentben. Feleségül vette unokatestvérét, Elizabeth Lyon-t. Egy fiút és három lányt hagyott maga után, és 1702 áprilisában hunyt el.
John Gordon (1700–1732), Aboyne 3. grófja
Mindössze kétévesen örökölte a grófi címet. A közismerten jakobita és az Unió-t heves ellenző Grace Lockhart-t vette feleségül. Csatlakozott a John Erskine, Mar 6. grófja vezette 1715-ös felkeléséhez, ami számos nehézséget okozott a családnak. 1732-ben halt meg, épp betöltötte 32. évét.
Charles Gordon (1726–1794, Aboyne 4. grófja
A negyedik gróf hatéves volt apja halálakor. A fiatal gróf erős jakobita érzelmeket táplált, és valószínűleg csatlakozott volna az 1745-ös felkeléshez, ha barátai nem küldték volna Franciaországba, úgymond tanulmányai folytatására. Nagykorúvá válásakor szembesült azzal, hogy grófságának birtokai jelentős adósságokkal terheltek. Az adósságok rendezése érdekében 1749-ben eladta Glenmuick földjeit. Ezt követően is úgy ítélte meg, hogy nem fogja tudni fenntartani a megfelelő életmódot, ezért Párizsba készült költözni – de szinte az utolsó pillanatban meggondolta magát, visszarendelte a Franciaországba előreküldött csomagjait. Figyelmét birtokai fejlesztésére összpontosította. Erdőket telepített, körülbelül 65 kilométernyi kőkerítést építtetett, és igyekezett rávenni bérlőit a mezőgazdaság korszerűbb módszereinek alkalmazására. Ezzel sikerült birtokait adósságmentessé tennie.
1759-ben elsőként Lady Margaret Stewarttal kötött házasságot, akitől egy fia és két lánya született. A grófné 1762. augusztus 12-én hunyt el az Aboyne-kastélyban. 1774-ben másodszor is megnősült, Lady Mary Douglast vette feleségül. Ebből a házasságból egy fia született, aki később unokatestvére forfarshire-i birtokait örökölte, és felvette a Hallyburton nevet. A gróf aktív és életet élt, 1794. december 28-án Edinburgh-ban hunyt el.
George Gordon (1761–1853), Aboyne 5. grófja, majd Huntly 9. márkija KT
George Gordon (1761. június 28. – 1853. június 17.) Edinburgh-ban született. Fiatalon csatlakozott a hadsereghez, később pedig Franciaországban, XVI. Lajos udvarában tevékenykedett, közvetlenül a Francia forradalom előtt tért vissza Skóciába, ahol katonai karrierbe kezdett. Az első gyalogezred zászlósává nevezték ki, majd még ugyanabban az évben kapitányi rangot kapott a 81. gyalogezredben. 1780-ban Írország lordhelyettesének segédtisztje lett, majd 1789 és 1792 között alezredesként szolgált a 35. gyalogezredben. Katonai tisztségei közül kiemelkedik, hogy 1830 és 1837 között IV. Vilmos király, majd 1837-től 1853-ig Viktória királynő segédtisztje volt.
1794. december 28-án örökölte meg az Aboyne grófja címet, skót képviselő peerként szolgált a Lordok Házában 1796–1806 és 1807–1818-ig. 1802 és 1804 között a Skót Szabadkőművesek nagymestereként tevékenykedett. 1827-ben elnyerte a Bogáncsrend lovagja címet. III. György brit király 1815. augusztus 11-én morveni (Aberdenshire) Meldrum báró címet ( 1815) adományozta részére. Gordon 5. hercege 1836. május 28-án bekövetkezett halála után a Huntly márki címet a férfiági örökös, George Gordon, Aboyne 5. grófja követelte. Az Előjogok Bizottsága (Committee for Privileges) 1838. június 21-i döntésében elfogadta a Huntly márkijára vonatkozó igényt. A Bizottság 1838-as döntését eltérően ismertetik a források – részletekért lásd az erről szóló részt.
1801-ben Aboyne grófja megépíttette az Aboyne-kastély keleti szárnyát, majd 1831-ben saját költségén egy függőhidat emelt a Dee folyó felett, Charlestown közelében. 1791-ben feleségül vette Catherine-t, akitől hat fia és három lánya született. Harmadik fia, John Frederick, 1799-ben született, haditengerészeti kapitány volt, és Forfarshire képviselőjeként szolgált a parlamentben. Miután megörökölte nagybátyja Pitcur birtokát, felvette a Hallyburton nevet. Egy másik fia, Henry (1802-ben született), az Brit Kelet-indiai Társaság szolgálatába állt.

## Huntly márkik, egyben Aboyne grófjai
- Charles Gordon (1792–1863), Huntly 10. márkija, Huntly 15. grófja, Aboyne 6. grófja, 2. báró Meldrum
- Charles Gordon (1847–1937), Huntly 11. márkija, Huntly 16. grófja, Aboyne 7. grófja, 3. báró Meldrum
- Douglas Gordon (1908–1987), Huntly 12. márkija, Huntly 17. grófja, Aboyne 8. grófja, 4. báró Meldrum
- Granville Gordon (1944–) Huntly 13. márkija, Huntly 18. grófja, Aboyne 9. grófja, 5. báró Meldrum

## A Huntly márki és Huntly gróf címek öröklése
Gordon 5. hercege 1836. május 28-án bekövetkezett halála után a Huntly márki címet a férfiági örökös, George Gordon, Aboyne 5. grófja követelte. Az Előjogok Bizottsága (Committee for Privileges) 1838. június 21-i döntésében elfogadta a Huntly márkijára vonatkozó igényt.
Az egyik forrás szerint a Huntly márki alcímeit is használhatta Huntly 9. márkija és leszármazottai, a másik forrás szerint nem, csak a márki címet.
A herceg halála után a Huntly grófi címet is követelte Aboyne 5. grófja. Az egyik forrás szerint a Bizottság elfogadta a kérelmet, a másik szerint nem. A megtagadó érvelés szerint az Előjogok Bizottsága szintén elutasította Aboyne grófjának igényét a Huntly grófja címre. Az érvelés szerint a Huntly grófja címet úgy hozták létre, hogy az bármely örökösre (to heirs whatsoever) szállhat, és így eltérő rendeltetése van, mint a Huntly márkijának, amelyet csak férfiági örökösök számára (heirs male) hoztak létre. Emellett azt is állították, hogy a grófi címet nem szüntették meg, nem olvasztották be, amikor a márkiságot létrehozták. Ha ez az érvelés elfogadható, akkor a Huntly grófja cím a Richmond, Lennox és Gordon hercegét illetné, mint a család nőági örökösét.
Azonban, ha a Parlament által hozott törvény, amely visszaállította a Huntly márki címet a 3. márki részére, nem általános visszaállítás volt, hanem kifejezetten a férfiági örökösökre korlátozódott, és az összes címet érintette, amelyet a száműzött Huntly 2. márkija birtokolt, akkor a Huntly grófja cím a Huntly márkiját illetné, mint a család férfiági örökösét.
A Huntly márki ( 1599) címeket hatod unokatestvére (egy generációs eltéréssel), George Gordon, Aboyne 5. grófja örökölte. Az Egyesült Királyság nemesi címeinek hivatalos listái, mint a Debrett's Peerage and Baronetage és a Burke's Peerage, megerősítik, hogy a Huntly grófja cím jelenleg a Huntly márkija cím alá tartozik, és nincs külön viselője – az említett listakezelő oldalak fizetősek, ezért nem szerepelnek forrásként.

## Huntly grófja, Huntly márkija, Gordon hercege és Aboyne grófja családfája
A családfán nem szerepel az összes leszármazott, nem tüntettük fel az összes feleséget és gyereket.
- Adam de Gordon (–1402) Felesége: Margaret Fraser (1337–)
  - Elizabeth Gordon (–1439). Férje: Alexander Seton, Lord Gordon (–1440)
    - Alexander Gordon (~1409–1470),  Huntly 1. grófja
      - George Gordon (1441–1501),  Huntly 2. grófja. Felesége: Stuart Annabella skót királyi hercegnő
        - Alexander Gordon (–1524),  Huntly 3. grófja
          - John Gordon (–1517)
            - George Gordon (1514–1562),  Huntly 4. grófja. Felesége: Elizabeth Keith (–1515)
              - Elizabeth Gordon (~1530–). Férje: John Stewart, Atholl 4. grófja (1533–1579)
              - George Gordon (1534–1576),  Huntly 5. grófja. Felesége: Anne Hamilton (~1535–~1574)
                - George Gordon (1562–1636),  Huntly 6. grófja,  Huntly 1. márkija (1599). Felesége: Henrietta Stewart (1573–1642)
                  - John Gordon  (–1630)[m 2],  Melgum 1. vikomtja[m 1] (1627)
                  - George Gordon (1592–1649),  Aboyne 1. vikomtja[m 3] (1632),  Huntly 2. márkija
                    - George Gordon (–1645)
                    - James Gordon (1620–1649),  Aboyne 2. vikomtja[m 3]
                    - Lewis Gordon (1626-1653),  Huntly 3. márkija 
                      - George Gordon (1649-1717), Huntly 4. márkija, majd  Gordon 1. hercege (1684). Felesége: Elisabeth Howard (1659–1732)
                        - Alexander Gordon (1678–1728),  Gordon 2. hercege (1678–1728)
                          - Cosmo Gordon (1720–1752),  Gordon 3. hercege
                            - Alexander Gordon (1743–1827),  Gordon 4. hercege
                              - Charlotte Gordon (1768–1842) Férje: Charles Lennox (1764–1819),  Richmond, Lennox és Aubigny 4. hercege
                                - ...innen lásd Richmond, Lennox és Aubigny hercegei, majd Gordon hercegei ( 1876 II) is

                              - George Gordon (1770–1836),  Gordon 5. hercege
                              - Susan Gordon (1774–1828). Férje: William Montagu (1771–1843),  Manchester 5. hercege
                              - Georgiana Gordon (1781–1853). Férje: John Russell (1766–1839),  Bedford 6. hercege

                            - William Gordon (1744-1823). Felesége: Sarah Lennox (1745–1826)

                        - Jane Gordon (~1691-1773) Férje: James Drummond (1674–1720)[m 11], ◆ Perth 2. hercege[m 12]
                          - James Drummond (1713–1746)[m 13], ◆ Perth 3. hercege[m 12]
                          - John Drummond (1714–1747)[m 14], ◆ Perth 4. hercege[m 12]

                    - Charles Gordon (1638–1681),  Aboyne 1. grófja
                      - Charles Gordon (1670–1702),  Aboyne 2. grófja
                        - John Gordon (1700–1732),  Aboyne 3. grófja
                          - Charles Gordon (1726–1794),  Aboyne 4. grófja
                            - George Gordon (1761–1853),  Aboyne 5. grófja,  Huntly 9. márkija (1836)
                              - Charles Gordon (1792–1863),  Huntly 10. márkija
                                - Charles Gordon (1847–1937),  Huntly 11. márkija
                                - Granville Gordon (1856–1907)
                                  - Granville Gordon (1883–1930)
                                    - Douglas Gordon (1908–1987),  Huntly 12. márkija
                                      - Granville Gordon (1944–)  Huntly 13. márkija
                                        - (1) Alastair Gordon, Aboyne grófja (1973–)
                                          - India Gordon (2006–)
                                          - Beatrice Gordon (2008–)
                                          - (2) Cosmo Gordon, Lord Gordon Strathavon és Glenlivet (2009–)
                                          - Willow Gordon (2012–)

                  - Mary Gordon (kb. 1600–1674). Férje: William Douglas (1589–1660)  Angus 11. grófja, majd  Douglas 1. márkija.[m 15]
                    - Archibald Douglas (kb. 1609 – 1655.)  Angus 12. grófja, innen Angus grófok...
                    - William Douglas (1660-tól Hamilton) (1634–1694)  Selkirk 1. grófja, majd  Hamilton hercege. Felesége: Anne Hamilton Hamilton 3. hercegnője
                    - George Douglas (1635–1691/92)  Dunbarton 1. grófja, innen Dunbarton grófok...

            - Alexander Gordon (–1575)[m 16]
              - John Gordon (1544–1619) Galloway püspöke (1575–1586)

a Wikidatára épülő interaktív családfa az EntiTree alkalmazásban.